# Критий
Кри́тий (др.-греч. Κριτίας; родился, по разным версиям, не раньше 460, около 455 или 450 года до н. э. — погиб в мае 403 года до н. э., Мунихия, Аттика) — древнегреческий государственный деятель, оратор и писатель, один из Тридцати тиранов, правивших Афинами в 404—403 годах до н. э.
Критий принадлежал к высшей афинской аристократии и состоял в родстве с Солоном (по классической версии, был его внучатым племянником). Как типичный представитель своего сословия, он преклонялся перед Спартой и был сторонником олигархического строя — сначала умеренным, а в конце жизни радикальным. Некоторое время Критий вместе со своим другом Алкивиадом принадлежал к окружению Сократа; он был близок к софистам, так что его самого причисляют к младшей софистике. Предположительно в 411 году до н. э. Критий принял участие в перевороте Четырёхсот. Позже, в 407 году до н. э., его изгнали из Афин, и несколько лет он провёл в Фессалии. Вернувшись на родину после окончания Пелопоннесской войны (404 год до н. э.), Критий стал одним из членов коллегии Тридцати, в которой возглавил радикальное крыло. Ему удалось устранить вождя «умеренных» Ферамена и сосредоточить власть в своих руках. После этого режим Тридцати окончательно превратился в олигархическую тиранию, которая проводила политику террора, опираясь на спартанский гарнизон. Изгнанные из Аттики демократы во главе с Фрасибулом начали войну, в сражении с ними при Мунихии в 403 году до н. э. Критий потерпел поражение и погиб.
Критий был плодовитым писателем; правда, от его произведений сохранились только фрагменты. Он создал ряд историко-политических трактатов — политий (по одной из версий, Критий и придумал этот жанр), как минимум одну поэму, прозаические сочинения «Афоризмы», «Беседы», «О природе любви» и др., сатировскую драму «Сизиф». Античные авторы цитируют его элегии. Опираясь на два не совсем ясных сообщения источников, многие антиковеды полагают, что три пьесы из тех, которые приписывают Еврипиду, в действительности были написаны Критием. Этот политик появляется в нескольких диалогах Платона, приходившегося ему племянником. Учёные спорят о том, является ли этот Критий либо его дед заглавным героем одного диалога, рассказывающим об Атлантиде.

## Биография

### Происхождение

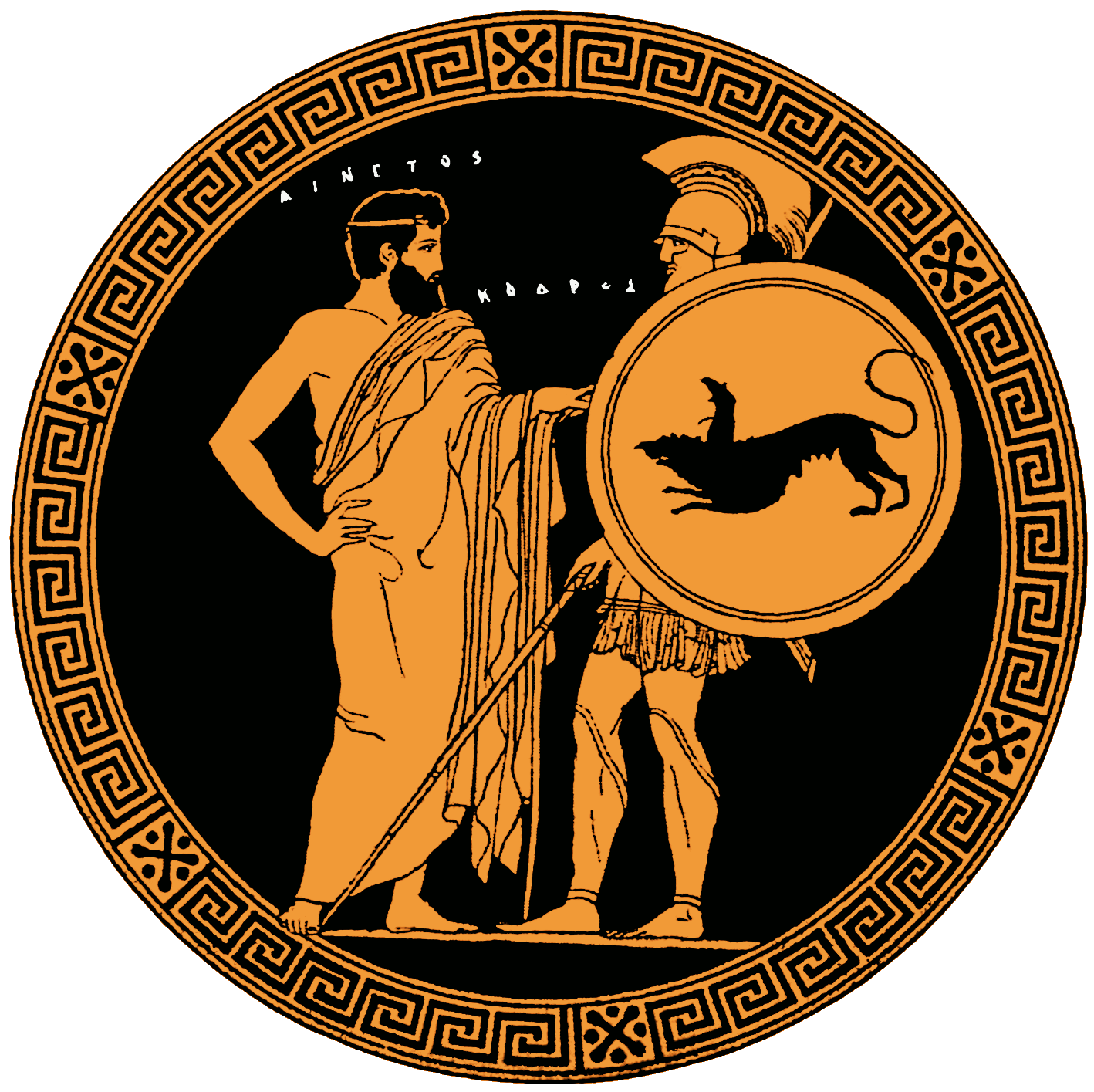
Кодр (последний царь Афин и легендарный предок Крития). Краснофигурная роспись вазы из Болоньи

Критий принадлежал к одному из самых древних и влиятельных аристократических родов Афин. Он был Кодридом — потомком последнего афинского царя Кодра, жившего ещё в мифологическую эпоху и происходившего от царя мессенского Пилоса Нестора, Нелея и Посейдона. Диоген Лаэртский перечисляет ближайших предков Крития — Каллесхра, Крития-старшего и Дропида (отца, деда и прадеда соответственно). Последний, согласно этому автору, был братом Солона, знаменитого законодателя и одного из «семи мудрецов» Эллады. Учитывая хронологию, антиковеды полагают, что Диоген пропустил два поколения между Критием-старшим и Дропидом. Кроме того, Дропид и Солон, по-видимому, не были братьями: Платон в диалоге «Тимей» называет их просто родственниками и большими друзьями. Критий-старший фигурирует в источниках (в схолиях к Эсхилу) как возлюбленный поэта Анакреонта, Каллесхр — как член афинского Совета четырёхсот в 411 году до н. э. Между 604/03 и 590/91 годами до н. э. должность архонта Афин занимал ещё один Критий — предположительно член той же семьи.
В близком родстве с Критием состоял философ Платон. Он был сыном Аристона и Периктионы/Потоны, дочери Главкона — либо брата, либо дяди Крития. Соответственно Платон приходился Критию либо двоюродным, либо внучатым племянником. Сыном Главкона был Хармид, заглавный герой одного из платоновских диалогов и видный деятель олигархической «партии», погибший вместе с Критием. Близким родственником Крития был и Андокид — выдающийся оратор, получивший известность в связи с делом о гермокопидах: его бабка по отцу была родной сестрой жены Каллесхра (обе были дочерьми Тисандра).
Критий принадлежал к филе Эрехтеиды и (предположительно) к дему Фегунт. Его семья выделялась не только знатностью и политическим влиянием, но и богатством. Платон в диалоге «Хармид» вкладывает в уста Сократа слова о том, что потомков Дропида отличают «достойная душа», «большой поэтический дар», «красота, добродетель и другие так называемые дары богов».

### Ранние годы
Точная дата рождения Крития неизвестна. Существуют гипотезы в пользу 460 года до н. э. как наиболее ранней даты из возможных, в пользу примерно 455 и 450 годов до н. э. (последняя связана с тем, что в источниках Критий выглядит как ровесник Алкивиада). Сын Каллесхра получил типичное для афинского аристократа той эпохи воспитание и образование. Он занимался атлетикой и музыкой (в частности, учился играть на флейте), учился красноречию у софистов, некоторое время был одним из многочисленных учеников Сократа, хотя особой близости с ним так и не достиг. Критий подружился с ещё одним учеником этого философа — Алкивиадом, и во многих источниках эти двое упоминаются вместе. Согласно Клавдию Элиану, именно из-за них была написана комедия «Облака»: Критий и Алкивиад пытались однажды уговорить Сократа пойти в театр послушать шутки комических актёров, тот «выказал только презрение к шуткам, дерзостям и дурачеству, принятым в комедии», и Аристофан, узнав об этом, решил высмеять Сократа в своей новой пьесе.
Критий достаточно рано порвал с Сократом, так как счёл достигнутой свою цель — изучение практических приёмов достижения власти. Впрочем, Ксенофонт в своих «Воспоминаниях о Сократе» рассказывает альтернативную версию событий. По его словам, Критий влюбился в некоего Эвтидема и захотел «вступить с ним в такие отношения, какие бывают у людей, пользующихся телом для любовных наслаждений». Сократ долго отговаривал ученика и говорил, что его чувства недостойны благородного человека. Тот эти слова игнорировал. Тогда философ заявил однажды во всеуслышание, что у Крития «есть свинская наклонность: ему хочется тереться об Эвтидема, как поросята трутся о камни». С этого момента Критий ненавидел Сократа. С софистами его связывало более продолжительное общение: вместе с Алкивиадом он слушал лекции Протагора, Антифонта и Продика, а позже, в Фессалии, брал уроки у Горгия. Самого Крития часто относят к младшим софистам.

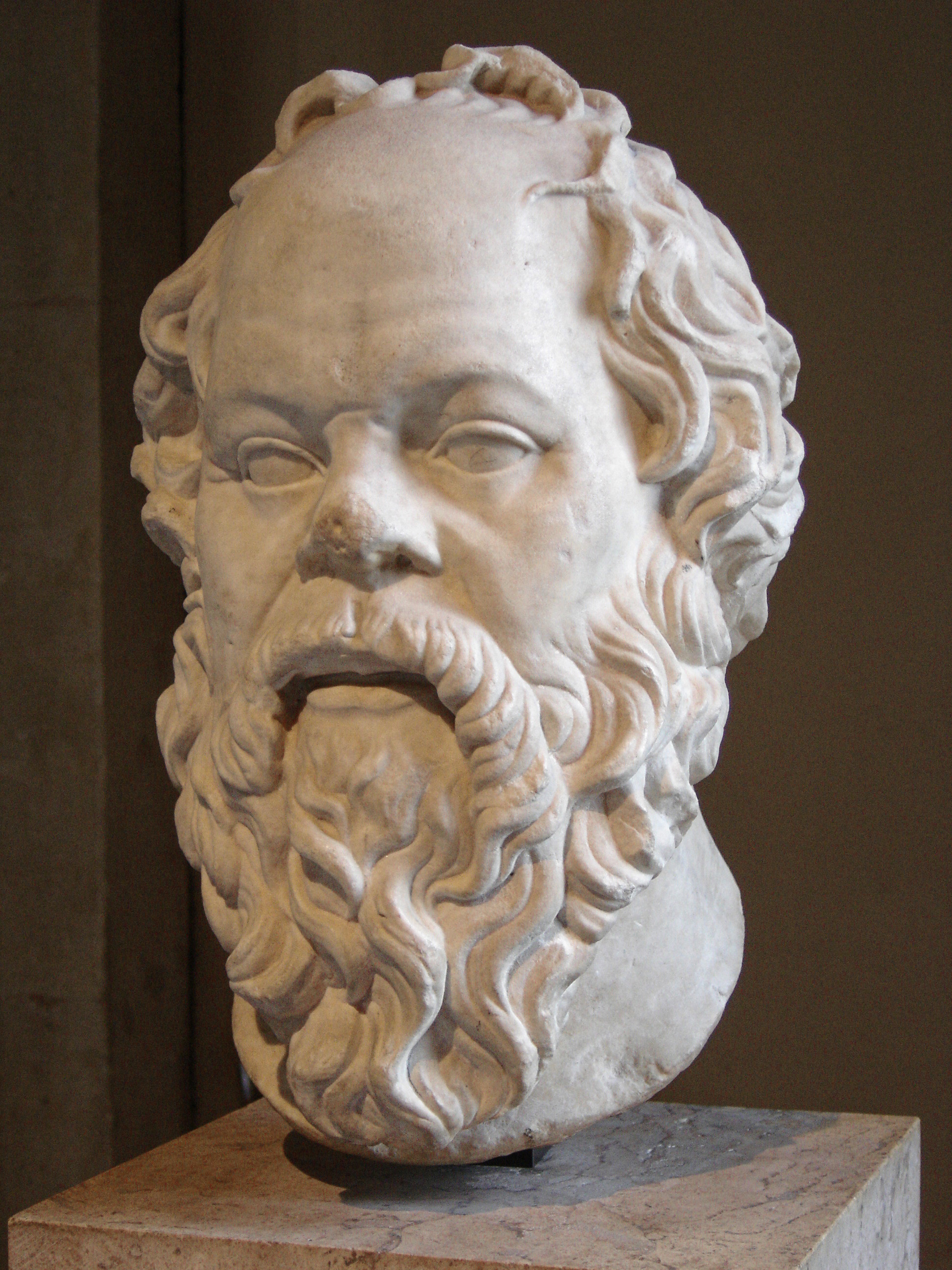
Бюст Сократа

Как типичный афинский аристократ, Критий ненавидел демократию и не скрывал этого. В одной из своих речей, согласно Ксенофонту, он сказал, обращаясь к другим проолигархически настроенным афинянам: «Для таких людей, как мы с вами, демократический строй, конечно, крайне тягостен и невыносим». Идеалом государственного устройства для Крития была Спарта. Известно, что в молодости он был членом антидемократического тайного общества (гетерии), в силу возраста не занимая в нём видных позиций. В 415 году до н. э. (это первый надёжно датированный пункт в его биографии) Критий оказался замешан в деле о повреждении герм и профанации мистерий. Его бросили в тюрьму по доносу Диоклида вместе с рядом родственников, и всем арестованным грозили пытки и казнь, но положение спас двоюродный племянник Крития Андокид. Он рассказал следствию, что гермы осквернили его товарищи по гетерии. После этого Крития и прочих отпустили; однако сохраняется вероятность того, что и он, и Андокид, и многие другие мечтавшие об олигархическом строе аристократы были причастны к святотатству.

### Начало политической деятельности
не позже 460, около 455 или 450 года до н. э. — рождение Крития 
 415 год до н. э. — Критий оказался замешан в дело о гермокопидах 
 411 год до н. э. — предполагаемое участие в олигархическом перевороте 
 407 год до н. э. — изгнание из Афин по предложению Клеофонта 
 407—404 годы до н. э. — пребывание в Фессалии 
 404 год до н. э. — возвращение в Афины. Участие в правлении Тридцати тиранов. Устранение Ферамена 
 403 год до н. э. — вторжение демократов в Аттику. Битва при Мунихии и смерть Крития
В первый раз возвыситься Критий мог благодаря участию в перевороте Четырёхсот. Этот переворот произошёл в 411 году до н. э.: в связи с поражениями в Пелопоннесской войне власть в Афинах захватила олигархическая группировка, так что установился строй, похожий на коллективную тиранию. Согласно Лисию, членом Совета четырёхсот, оказавшегося во главе полиса, был Каллесхр. Псевдо-Демосфен говорит о каком-то вооружённом отряде сторонников олигархии во главе с Критием, который планировал впустить спартанских военных в Эетионею (укрепление в Пирее); отсюда некоторые антиковеды делают вывод, что Критий тоже входил в состав Четырёхсот, причём занимал в нём заметные позиции. Другие считают сообщение Псевдо-Демосфена малоинформативным.
По мнению германского исследователя Э. Диля, Критий в то время принадлежал к умеренному крылу олигархического движения. Именно этим можно объяснить тот факт, что после свержения Четырёхсот, которое произошло уже спустя несколько месяцев, Критий не был подвергнут репрессиям и даже смог продолжать политическую деятельность. В частности, по его инициативе народное собрание приняло постановление о посмертном преследовании Фриниха — одного из лидеров Четырёхсот. Фриниха осудили за государственную измену, его останки были выкопаны и выброшены за пределами Аттики. Согласно Плутарху, именно Критий предложил народному собранию восстановить в правах и заочно назначить стратегом (на равных правах с Фераменом и Фрасибулом) Алкивиада, который со времён процесса гермокопидов был изгнанником. Это предложение тоже было принято, и позже Критий напомнил Алкивиаду об этой своей услуге в элегических стихах:

О возвращенье твоём говорил я открыто, пред всеми,

Речь произнёс, записал, дело твоё завершил…
— Плутарх. Алкивиад, 33
Диодор Сицилийский и Корнелий Непот пишут, что Алкивиада вернул Ферамен. Версия Плутарха считается наиболее достоверной, так как она опирается на цитируемый источник — стихи самого Крития; версия с Фераменом могла появиться из-за того, что Критий заранее согласовал свою инициативу с этим политиком.
После свержения Четырёхсот началась радикализация афинской демократии. В 407 году до н. э., когда афиняне снова начали терпеть военные поражения от спартанцев, демагог Клеофонт предложил изгнать наиболее влиятельных сторонников олигархии. В списке оказался и Критий. Ему пришлось оставить родину и провести следующие несколько лет в Фессалии, причём и там Критий занимался политикой. По данным Флавия Филострата, он поддерживал местных олигархов: «власть немногих делал тягостнее, в беседах с власть имущими на всякое народоправство нападал, афинян же хулил как наипреступнейших из людей». У Ксенофонта излагается совсем другая версия, противоречащая другим сообщениям о Критии. Изгнанник, по словам этого автора, перешёл в другой политический лагерь: он «был занят тем, что помогал Прометею устраивать демократический переворот и вооружал пенестов для борьбы со своими господами». Впрочем, это цитата из речи Ферамена, направленной против Крития; возможно, это сознательное очернение, не опиравшееся на реальные факты. Когда Ксенофонт пишет о Критии от своего лица, он использует более туманные формулировки: изгнанник, по его словам, «вращался в обществе людей, склонных скорее к беззаконию, чем к справедливости». К тому же в реальности Прометей (об этом политике почти ничего не известно) мог стремиться не к установлению демократии, а к захвату тиранической власти в одной из фессалийских общин. В этом случае он мог использовать пенестов как орудие, и говорить о повороте Крития к демократии не приходится. Советский антиковед Соломон Лурье предположил, что Критий действительно готовил пенестов к восстанию, выполняя таким образом секретное поручение афинских властей.

### Тридцать тиранов

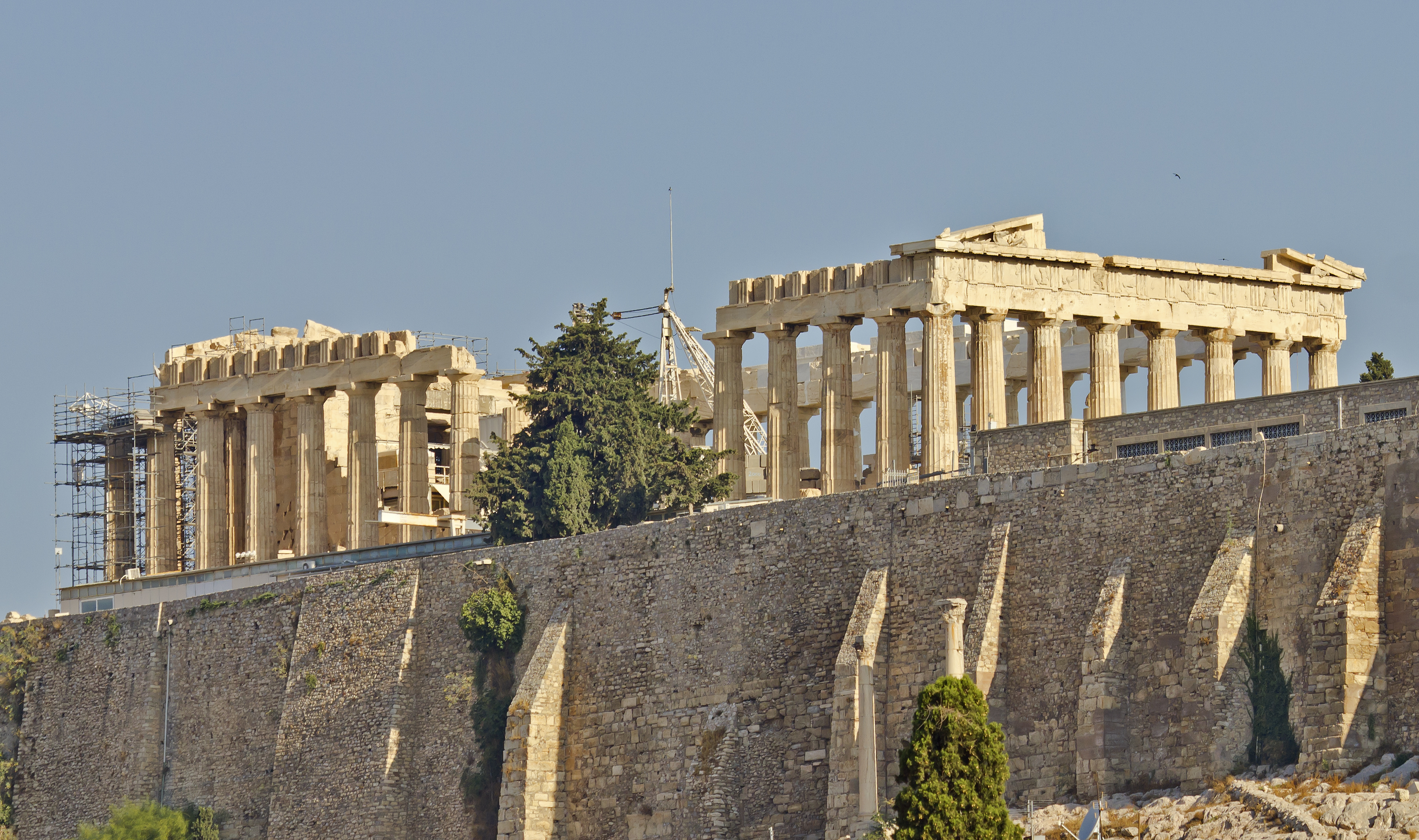
Афинский Парфенон, главное святилище города

Изгнание Крития закончилось в 404 году до н. э., причём это стало прямым следствием поражения Афин в Пелопоннесской войне. Спартанцы разгромили афинский флот при Эгоспотамах (405 год до н. э.), потом осадили город с моря и с суши и навязали мирный договор, по которому Афинская морская держава распускалась, флот уничтожался, Длинные стены подлежали разрушению, Афины вступали в Пелопоннесский союз и признавали спартанскую гегемонию. Ещё одним условием было возвращение гражданских прав всем изгнанникам. Критий воспользовался этим, чтобы вернуться на родину и включиться в политическую жизнь; его целью явно было организовать олигархический переворот.
По образцу Спарты в Афинах был создан комитет из пяти эфоров, в который вошёл в том числе и Критий. Вскоре спартанцы, недовольные слишком медленным выполнением условий договора, потребовали ликвидации в городе демократического строя. Афиняне подчинились. Произошёл бескровный олигархический переворот: власть перешла к коллегии из тридцати человек, в которой одна треть была избрана народным собранием, вторая треть предложена Фераменом (он тогда занимал должность стратега и пользовался огромным влиянием), а третья — назначена гетериями. Критий принадлежал к третьей группе. В историографии его либо причисляют на этом этапе к влиятельным членам коллегии при бесспорном лидерстве Ферамена, либо включают в число двух лидеров наряду с Фераменом.
Коллегия Тридцати, управляя полисом, опиралась на спартанский гарнизон из семисот воинов, занявший Акрополь, и на конницу, в которой служили афинские аристократы. Коллегия заново сформировала Совет Пятисот, назначила должностных лиц и сосредоточила благодаря этому всю власть в своих руках; исследователи отмечают, что этот режим был ближе к корпоративной тирании, чем к олигархии. Впрочем, эта тенденция не очень явно проявлялась, пока фактическим лидером (или одним из лидеров) Тридцати был Ферамен. Сначала правящая коллегия взяла курс на стабилизацию в консервативном духе: был объявлен курс на «отеческое государственное устройство», началось упорядочение законов Солона, были казнены сикофанты. Однако постепенно усиливались позиции Крития и связанных с ним лаконофилов, которые считали необходимым полное копирование спартанского государственного строя. Критий, по-видимому, был уверен, что старые афинские порядки показали свою нежизнеспособность во время Пелопоннесской войны; теперь он задался целью радикально всё перестроить. Именно по его инициативе число полноправных граждан было уменьшено до трёх тысяч, причём список формировался не на основе имущественного ценза, а исходя из лояльности конкретного афинянина по отношению к режиму. Потерявших права разоружили, а потом изгнали из города. Их владения в сельской местности были конфискованы и переданы новым владельцам, но изгнанникам при этом запретили покидать Аттику. В историографии существует мнение, что этим людям была уготована роль илотов — бесправного населения Спарты, вынужденного трудиться на своих хозяев.
Такой режим мог держаться только за счёт террора. Аристотель упоминает «триста биченосцев», ставших опорой властью Тридцати, а Ксенофонт вложил в уста Крития такую реплику: «Если до нашего сведения доходит, что кто-либо враждебно относится к олигархическому правлению, мы принимаем все возможные меры для устранения таких лиц». Многие сторонники демократии (в частности, Фрасибул и Анит) были изгнаны, Алкивиада как потенциальный источник опасности тоже лишили гражданских прав, хотя он тогда находился за пределами Аттики (вскоре спартанец Лисандр и сатрап Фригии Фарнабаз по просьбе Тридцати организовали его убийство). Нелояльных по отношению к Тридцати метэков убивали без суда и следствия, а их имущество забирали в казну, поскольку тираны нуждались в деньгах для содержания спартанского гарнизона. В общей сложности, по данным Аристотеля, этот режим погубил не менее полутора тысяч афинян. Ксенофонт пишет, что Тридцать «ради собственной прибыли убили за восемь месяцев чуть ли не больше афинян, чем всё пелопоннесское войско за десять лет войны», но это явное риторическое преувеличение.
В какой-то момент внутри коллегии произошёл раскол: «центристы» во главе с Фераменом выступили против радикалов, лидером которых был Критий. Об этом конфликте известно немногое. Сначала Ферамен пытался по-дружески убедить Крития в недопустимости тиранических методов управления; тот, по словам Ксенофонта, отвечал, что «честолюбивые люди должны стараться во что бы то ни было устранить тех, которые в состоянии им воспрепятствовать». Опасаясь, что недовольные Тридцатью объединятся вокруг Ферамена, Критий решил его устранить. Сначала он добился принятия закона о возможности бессудной казни по решению коллегии для любого, кто не входил в число трёх тысяч полноправных граждан, а потом либо вычеркнул Ферамена из этого списка (согласно Ксенофонту), либо предложил ещё один закон, об исключении из списка тех, кто участвовал в свержении Четырёхсот в 411 году до н. э., включая Ферамена (согласно Аристотелю). Булевтерий в момент обсуждения окружили вооружённые молодые люди, поддерживавшие тиранию, так что нужное Критию решение было принято. Ферамен попытался найти спасение у алтаря Гестии; его оторвали от алтаря и заставили выпить цикуту. Ксенофонт пишет, что оставшееся на дне кубка осуждённый выплеснул на пол и сказал, как это было принято при застольной игре в коттаб: «Дарю это моему ненаглядному Критию!»

### Гибель

Беотия и Аттика

После расправы над Фераменом Критий в течение нескольких месяцев правил Афинами практически единолично. Однако в это самое время в соседних Фивах собиралась с силами оппозиция во главе с Фрасибулом. Зимой 404/403 годов до н. э. отряд, включавший примерно семьдесят человек, вошёл в Аттику и занял укреплённый пункт Фила; первая атака войска Тридцати была отбита, и после этого силы сторонников демократии начали быстро расти. Уже через несколько дней в Филе было семьсот человек. Понимая серьёзность ситуации, Критий предложил Фрасибулу мир и членство в коллегии Тридцати, но тот ответил отказом — было слишком очевидно, что тиранический режим очень непопулярен и слаб. Тогда тираны решили создать убежище на случай поражения. Для этого они арестовали и вывезли в Афины всех жителей Элевсина, провели формальный судебный процесс над ними, обвинив их в связях с демократами, и всех казнили.
К маю 403 года до н. э. войско Фрасибула выросло до тысячи человек. Оно заняло Пирей, и Критию пришлось двинуться на врага со всеми силами — с гоплитами, конницей и спартанским гарнизоном акрополя. Демократы заняли гору Мунихия. В их боевом порядке насчитывалось всего десять щитов в глубину против пятидесяти у Крития, но зато в войске Фрасибула было много метателей дротиков и камней, набранных из числа местных жителей. В бою при Мунихии армия Тридцати потерпела поражение, и сам Критий погиб в схватке, причём сражался он очень доблестно. Вскоре после этого режим Тридцати тиранов пал.

## Интеллектуальные занятия
Литература
Критий был очень плодовитым и разносторонним литератором, писавшим и стихи, и прозу. В частности, в числе его произведений поэма, написанная гексаметром и, очевидно, рассказывавшая о древних поэтах (в тексте «Пира мудрецов» Афинея сохранился фрагмент этого произведения, посвящённый Анакреонту), элегии, одна из которых посвящена Алкивиаду. Платон в трактате «Государство» говорит о человеке, восхищавшемся его братьями, Главконом и Адимантом, и посвятившем им элегию со словами «Славного Аристона божественный род — его дети…». В историографии существует предположение, что этот поэт — Критий.
Важное место в творчестве Крития занимают историко-политические трактаты, политии, — и прозаические, и стихотворные. Некоторые исследователи полагают, что именно Критий создал этот жанр и что ему подражали Ксенофонт (автор «Лакедемонской политии») и Аристотель (автор «Афинской политии»). Из произведений Крития в этом жанре фрагментарно сохранилась только «Лакедемонская полития», и в дошедшем до нас отрывке восхваляется умеренность спартанцев в еде и питье, упоминается спартанский мудрец Хилон, воспевается спартанская система воспитания. Этот фрагмент имеет лексическое сходство с «Афинской политией» Псевдо-Ксенофонта. Поэтому существует гипотеза, что Критий написал и последнюю тоже. В прозе были написаны «Афинская полития», «Фессалийская полития» и «Лакедемонская полития», а также другие сочинения разнообразной тематики — «Афоризмы» (или «Определения», в двух книгах), «Беседы» (в двух книгах), «О природе любви, или О добродетелях», пособие по риторике «Ораторские введения» (в нём Критий выступал как подражатель Антифонта, автора «Введений» и «Эпилогов»). «Беседы», возможно, были первым в истории литературы прозаическим произведением в диалогической форме; в этом случае Критий повлиял на Платона, оформившего все свои трактаты в виде диалогов.
«...Некий муж разумный, мудрый, думаю

Для обуздания смертных изобрел богов,

Чтобы злые, их страшась, тайком не смели бы

Зла ни творить, ни молвить, ни помыслить бы.

Для этой цели божество придумал он, -

Есть будто бог, живущий жизнью вечною,

Все слышащий, все видящий, все мыслящий,

Заботливый, с божественной природою.

Услышит он все сказанное смертными,

Увидит он все сделанное смертными.

А если ты в безмолвии замыслишь зло,

То от богов не скрыть тебе: ведь мысли им

Все ведомы. Такие речи вел он им,

Внушая им полезное учение

И истину облёкши в слово лживое

Так, думаю, что некто убедил сперва

Людей признать богов существование».
Критий писал ещё и пьесы. Какие-то его драматические произведения цитируются в антологии Стобея, а Секст Эмпирик приводит 42 ямбических стиха из его сатировской драмы «Сизиф». В этом фрагменте идёт речь о мудреце, который в глубокой древности придумал богов, чтобы страх перед ними заставлял плохих людей подчиняться законам. Возможно, Критий написал ещё несколько пьес, которые позже начали приписывать Еврипиду. Основания для такой гипотезы дают два сообщения античных источников. Афиней, цитируя трагедию «Пирифой», уточняет, что автор пьесы — «либо Еврипид, либо тиран Критий», а автор «Жизнеописания Еврипида» называет «подложными» три пьесы своего героя — «Пирифой», «Тенн» и «Радамант». Исходя из этих данных, германский исследователь Ульрих фон Виламовиц-Мёллендорф первым предположил, что все эти пьесы были написаны Критием. В антиковедении можно встретить разные мнения на этот счёт: одни учёные согласны с аргументами Виламовица-Мёллендорфа, другие считают их недостаточно убедительными и либо предлагают свои, либо приписывают спорные пьесы Еврипиду. Есть и противоположная по смыслу гипотеза, по которой процитированный Секстом Эмпириком «Сизиф» — это пьеса Еврипида, необоснованно приписанная Критию.
Сохранившихся фрагментов произведений для исследователей достаточно, чтобы делать определённые выводы о мировоззрении Крития. Последний явно не верил в разумность коллектива (это неверие он мог воспринять от Сократа), считал оправданными насилие и ложь, если они исходят от мудрого индивида и направлены на благо общества. Занимаясь натурфилософией, Критий полагал, что Хронос (время) обладает космогоническими функциями, но эта идея явно неоригинальна.
Ораторское искусство
При жизни Критий снискал славу оратора. Его отличал строгий и лаконичный стиль, из-за чего один из поздних источников, ошибившись с эпохой, причислил его к аттикизму. Пергамские филологи, составившие во II веке до н. э. канонический список десяти афинских ораторов, не включили в этот список Крития, имя которого тогда было в забвении. Однако позже, во II—III веках н. э., этот оратор стал образцом для представителя «второй софистики» Герода Аттика и удостоился похвал от Флавия Филострата. По словам последнего, Критий был особенно хорош в торжественных речах, отличался сдержанным и естественным стилем, сочетал мудрые мысли и обиходные слова, умел опровергать аргументы своих противников. «Приступать к новому разделу речи без перехода — прелесть Крития; нежданное задумать и нежданно изречь — сила Крития; а вот одушевления речам его недоставало, хотя были они сладостны и легки, словно дуновение Зефира».
О красноречии Крития пишет и Марк Туллий Цицерон в своём трактате «Об ораторе» (он читал несколько речей). Здесь Критий, Ферамен и Лисий упомянуты как последователи Перикла, Алкивиада и Фукидида; «все они ещё сохраняли сочность Перикла, хотя вся ткань их речи была пышнее». При этом в другой главе того же трактата Цицерон пишет, что своим «несомненным красноречием» Критий обязан беседам с Сократом. Псевдо-Плутарх называет Крития последователем Антифонта, Дионисий Галикарнасский причисляет его к аттикизму и оценивает очень высоко — наряду с Лисием и Андокидом.

## Оценки личности и деятельности

### В античной культуре

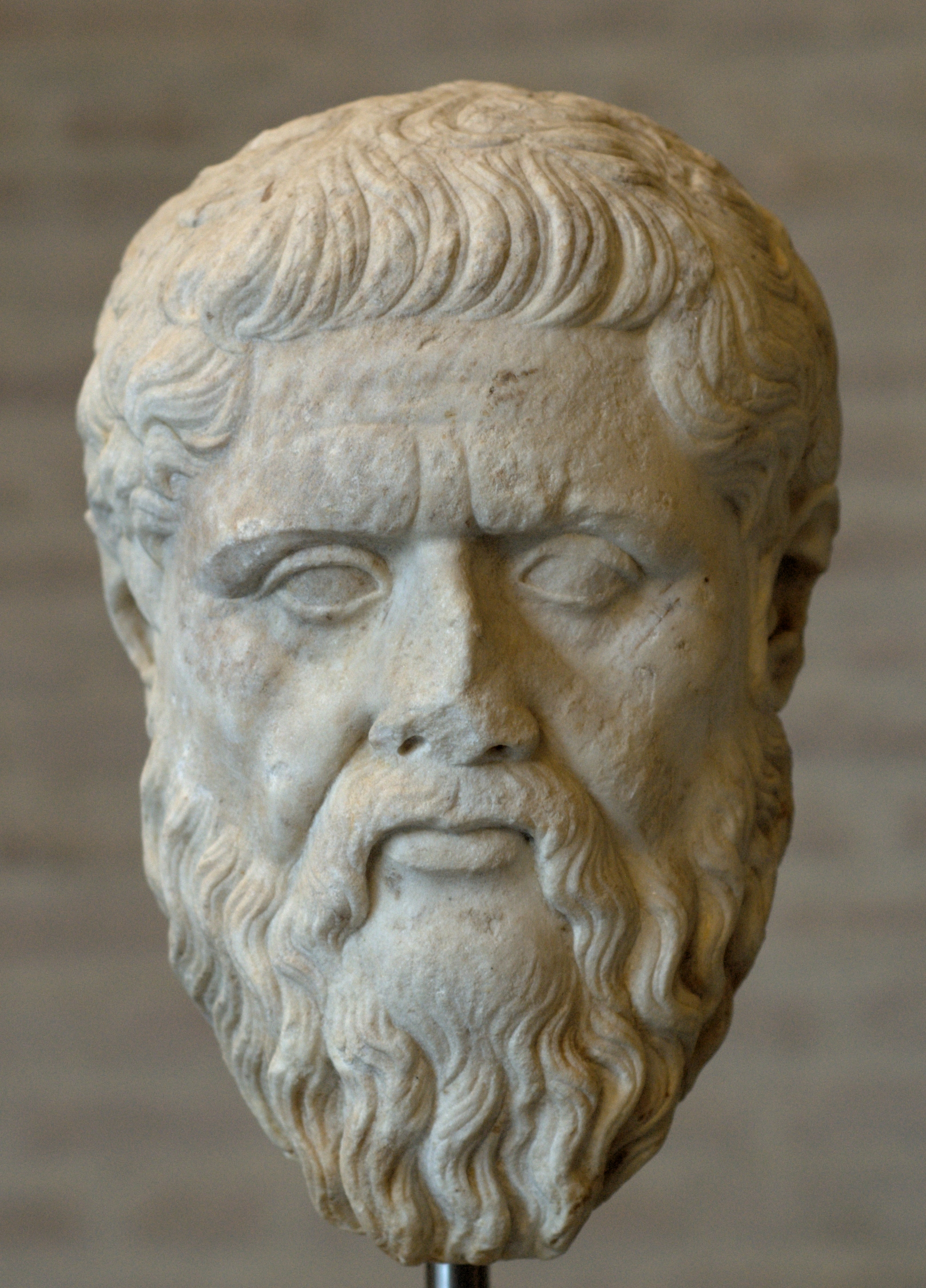
Платон — младший родственник Крития, сделавший его героем ряда своих диалогов. Римская копия статуи, стоявшей в афинской Академии

Режим Тридцати пал вскоре после сражения при Мунихии. В официальной пропаганде демократических Афин деятельность этой коллегии в целом и Крития в частности безусловно осуждалась как тираническая, а борцов против Тридцати ставили в один ряд с Гармодием и Аристогитоном и почитали за доблесть. Напротив, Сократа осудили в 399 году на смерть во многом из-за того, что он был учителем Крития. Достаточно рано появилось определение «Тридцать тиранов» — явно негативное и даже позорное. Первым его употребил, по данным Аристотеля, Поликрат, литературная деятельность которого пришлась на начало IV века до н. э.; в дальнейшем это определение стало общеупотребимым, хотя Платон и Аристотель всё-таки называли Тридцать «олигархией». Враги демократии какое-то время сохраняли добрую память о Критии. Об этом говорит тот факт, что над могилой политика появился памятник, «Олигархия, держащая факел и поджигающая Демократию», с надписью:

Памятник это мужей благородных, которые хоть ненадолго

Спесь смогли укротить афинян народа проклятого.
— Схолии к Эсхину, I, 39
Исследователи насчитали в общей сложности сорок два античных источника, в которых упоминается Критий. Многие из этих источников созданы современниками Крития, которые были с ним знакомы. В частности, Ксенофонт был ещё одним учеником Сократа и, по-видимому, свидетелем многих событий, описанных в его «Греческой истории». Во второй книге этого труда Критий выступает в качестве одного из главных героев; Ксенофонт его безусловно осуждает, солидаризуясь с его противником Фераменом. Конфликт этих двух политиков в изображении Ксенофонта выглядит как столкновение даже не двух течений внутри олигархического движения, а тиранического и полисного принципов. Писатель, являвшийся убеждённым сторонником аристократической республики без крайностей, открыто называет правление Тридцати тираническим — и устами Ферамена, и в авторской речи.
Как ученик философа Критий появляется и в другом произведении Ксенофонта — «Воспоминаниях о Сократе», причём и там оказывается отрицательным героем. По словам писателя, Критий и его друг Алкивиад не думали о нравственном самосовершенствовании, но использовали своего учителя, чтобы подготовиться к политической карьере: «как только они почувствовали своё превосходство над товарищами, они сейчас же отпрянули от Сократа». Этот ранний уход во многом определил судьбу этих честолюбцев, готовых ради власти и славы нарушить аристократический кодекс чести. «При таких обстоятельствах, величаясь родом, превозносясь богатством, надменные благодаря своему влиянию, испорченные многими лицами и сверх всего этого давно уже оставившие Сократа, что мудрёного, что они стали высокомерными?» — спрашивает Ксенофонт.
Критий занял важное место в жизни и творчестве своего родственника Платона (ещё одного представителя сократовского окружения), которому на момент гибели двоюродного дяди или двоюродного деда было двадцать три года. Уже в конце жизни Платон рассказал в одном из своих писем, что в юности хотел посвятить себя политике, но правление Тридцати заставило его круто поменять свои планы. «Я думал, что они, управляя государством, отвлекут его от неправой жизни и поведут путём справедливости, — пишет Платон о членах коллегии, — и я зорко следил за тем, что они делают. Но я увидел, что при этих людях вскоре даже предшествующее правление показалось золотым веком… Я пришёл в возмущение и отвратился от царящего тогда зла». Тем не менее лично Крития Платон характеризует скорее положительно, хотя и в сдержанной манере: тот появляется в ряде его диалогов как один из ключевых участников беседы и выглядит как человек весьма достойный. Это может быть связано с родством, которое связывало писателя и его героя, а также с определённой симпатией Платона по отношению к тираническому строю (в том случае, если тиран обладает политической мудростью). Критий у Платона играет важную роль в одноимённом диалоге и «Тимее» — именно он рассказывает об острове Атлантида, который Посейдон населил когда-то своими детьми. Правда, начиная с 1920-х годов в науке существует влиятельное мнение, что рассказчик — Критий-старший, сын Дропида. В пользу этой гипотезы говорят соображения, связанные с хронологией: Критий из диалога был, по его словам, 10-летним мальчиком в эпоху Солона, закончившуюся в 561/560 году до н. э.
Аристотель, рассказывая в «Афинской политии» о гражданских смутах в Афинах конца V века до н. э., удивительным образом не упоминает Крития, хотя теоретически тот мог вызывать у него симпатию как у консерватора. В «Риторике» философ пишет следующее: «Факты, всем известные, нужно только напоминать; поэтому для большинства таких случаев рассказ вовсе не нужен, например, если желаешь восхвалять Ахилла, так как его подвиги всем известны и ими нужно только воспользоваться. А если [ты хочешь восхвалять] Крития, то рассказ необходим, потому что немногие знают о нём». Антиковеды делают из этого пассажа два вывода: во-первых, к концу IV века до н. э. о Критии почти забыли, и его биография была плохо известна даже образованной публике, а во-вторых, желание «восхвалять Крития» всё-таки могло появляться у греческих интеллектуалов, несмотря на плохую репутацию «Тридцати тиранов».
Забвение продолжалось до эпохи «греческого возрождения» при Антонинах (II век н. э.). Интерес к Критию постарался возродить представитель второй софистики Герод Аттик, который, по словам Флавия Филострата, «усердно занимался всеми древними авторами, особенно же сильно он был привязан к Критию и ввёл его, дотоле находившегося в пренебрежении и не пользовавшегося вниманием, в общее употребление эллинов». Сам Флавий Филострат создал небольшую биографию Крития, которую включил в сборник «Жизнеописания софистов». Эта биография не очень большая и представляет собой компиляцию из других источников, которые к тому же в основном сохранились. Здесь Критий характеризуется максимально негативно: автору он «из всех, сделавших себе имя злодеяниями, кажется наихудшим».
Оценивая отношение древних к Критию, антиковеды констатируют, что оно было скорее отрицательным. Крития считали тираном, властолюбцем и жестоким человеком, а к тому же безбожником (аргументом в пользу последней характеристики были история гибели Ферамена, пытавшегося найти убежище у алтаря, и пьеса «Сизиф», в которой рассказывается, что религия — всего лишь вымысел, необходимый для установления контроля над обществом). При этом встречались мнения о том, что однозначные оценки невозможны: даже признавая пагубность политики Крития для Афин, нужно отдавать должное его талантам писателя и мыслителя.

### В историографии

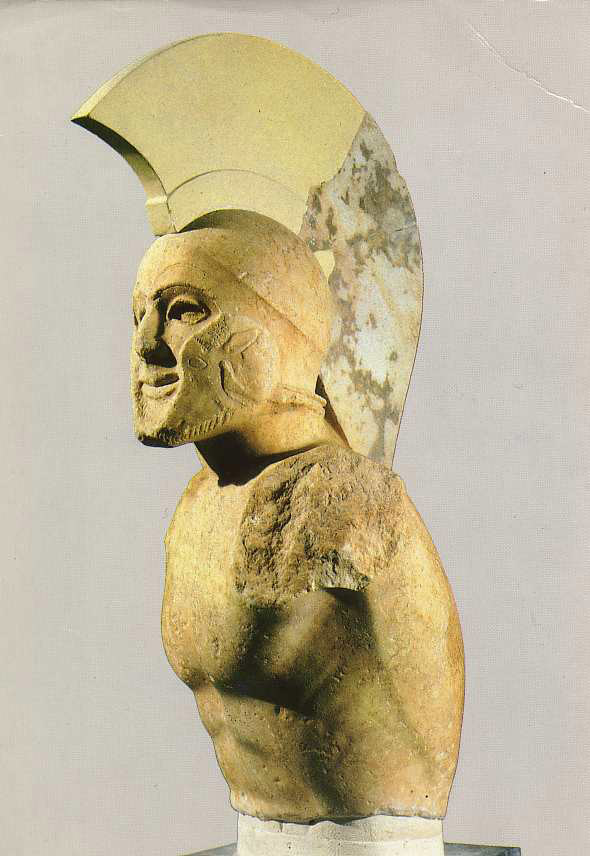
Мраморная статуя воина в шлеме аттического типа, V век до н. э. Археологический музей в Спарте

Антиковеды считают Крития так же, как его друга Алкивиада, личностью типичной для конца V века до н. э., когда начинался кризис греческой полисной системы. Демократические государства оказались обескровлены затяжными войнами, и в них появился спрос на политиков, которые бы захватили единоличную власть и повели родину к спасению. Теоретическую основу для этого создали софисты с их культом индивидуализма и уверенностью в том, что «сильному от природы надлежит властвовать». Уникальность софиста Крития в этом контексте в том, что он сначала интересовался феноменом неограниченной власти как интеллектуал, а потом эту власть получил; от Алкивиада его отличает последовательность, с которой он шёл к тирании.
В целом в историографии преобладают неоднозначные оценки личности и деятельности Крития. Многие антиковеды пишут о том, что он был очень сложной и многогранной личностью, и противопоставляют Крития-писателя Критию-политику; звучат термины «двуликость», «раздвоенность» (Doppelnatur, Doppelgesichtigkeit). В частности, исследователь У. Моррисон пишет, что причастность Крития к событиям 404—403 годов до н. э., «одного из самых тёмных, кровавых моментов в афинской истории, привела к затмению его литературного и философского творчества, но Критий вовсе не был заурядным деспотом-головорезом. Отпрыск одной из самых знатных афинских семей, высоко образованный и культурный человек, писатель, подвизавшийся как в поэзии, так и в прозе, сильный оратор, мужественный воин, Критий сам был, возможно, величайшей трагедией, когда-либо порождённой афинским городом». Учёные, несогласные с такими суждениями, заявляют, что это романтизация злодея и что в действительности никакой «двуликости» нет: и в политике, и в литературе Критий отстаивал одни и те же идеи.
Один из важных частных моментов в историографии — гипотетический атеизм Крития. Основываясь на сообщениях источников о том, что этот политик приказал казнить Ферамена, искавшего спасение у алтаря, и на тексте из пьесы «Сизиф» об изобретении религии, многие учёные пишут, что Критий был циником и безбожником. С этим не согласен, в частности, российский антиковед И. Суриков, отметивший небесспорность авторства Крития в связи с «Сизифом» и определённые психологические особенности: по его мнению, Критий, аристократ, консерватор, лаконофил, был «не циником-оппортунистом, а в полном смысле слова человеком идеи».

### В современном искусстве
Критий стал одним из персонажей романа южноафриканской писательницы Мэри Рено «Последние капли вина» (1956 год). Он появляется в повествовании накануне отправки Сицилийской экспедиции, то есть в 415 году до н. э. Рено вкладывает в уста главного героя романа, Алексия, такую характеристику Крития: «Тогда ему было немногим больше тридцати, но он уже изображал себя философом, ходил в мантии и с бородой. Лицо его казалось каким-то изголодавшимся, кожа туго обтягивала скулы, но, за исключением этой худобы, вид у него был довольно приятный — только глаза слишком светлые, а кожа вокруг них слишком тёмная. Он входил в гетерию с недавнего времени и считался ценным приобретением в силу своего самого благородного происхождения, богатства и остроумия». В конце романа именно Алексий убивает Крития в сражении при Мунихии ударом меча в горло.
В советском фильме «Сократ» 1991 года (режиссёр Виктор Соколов) Крития сыграл Борис Клюев.

### Исследования
1. Берве Г. Тираны Греции. — Ростов-на-Дону: Феникс, 1997. — 640 с. — ISBN 5-222-00368-X.
2. Бузескул В. История афинской демократии. — СПб.: Типография М. М. Стасюлевича, 1909. — 468 с.
3. Дандамаев М. Политическая история ахеменидской державы. — М.: Главная редакция восточной литературы издательства «Наука», 1985. — 319 с.
4. Жебелёв С. О «тирании Тридцати» в Афинах // Вестник древней истории. — М.: Наука, 1940. — № 1. — С. 27—33.
5. Зайцев А. И. Критий // Новая философская энциклопедия  / Предс. научно-ред. совета В. С. Стёпин. — М.: Мысль, 2001. — ISBN 5-244-00961-3.
6. Лурье С. История Греции / редакция и вступительная статья Э. Д. Фролова. — СПб.: Издательство Санкт-Петербургского университета, 1993. — 680 с. — ISBN 5-288-00645-8.
7. Меньшикова Л. Герод Аттик и «греческое возрождение» // Античный мир и археология. — 1977. — № 3. — С. 30—45.
8. Панченко Д. Еврипид или Критий? // Вестник древней истории. — М.: Наука, 1980. — № 1. — С. 144—162.
9. Панченко Д. Платон и Атлантида: Платон и Афины. — Л.: Наука. Ленинградское отделение, 1990. — 187 с.
10. Суриков И. Глава IV. Рубеж веков: Ферамен, Критий, Фрасибул // Античная Греция: политики в контексте эпохи. Година междоусобиц. — М.: Русский Фонд Содействия Образованию и Науке, 2011. — 328 с. — ISBN 978-5-91244-030-4.
11. Фролов Э. Критий, сын Каллесхра, афинянин — софист и тиран // Парадоксы истории-парадоксы античности. — СПб.: Издат. дом СПбГУ, 2004. — 420 с. — ISBN 5-288-03475-3.
12. Фролов Э. Ферамен и Критий: игра в коттаб на пороге смерти // Политическая интрига и судебный процесс в античном мире. — 2015. — С. 101—108.
13. Diehl E. Kritias 5 // Paulys Realencyclopädie der classischen Altertumswissenschaft. — Stuttgart : J.B. Metzler, 1922. — Bd. XI. — Kol. 1901—1912.
14. Kirchner J. Kritias 3 // Paulys Realencyclopädie der classischen Altertumswissenschaft. — Stuttgart : J.B. Metzler, 1922. — Bd. XI. — Kol. 1901.
15. Kirchner J. Prosopographia Attica. 1. — Berlin: Nobel Press, 2012. — 634 с. — ISBN 978-5-88328-727-4.
16. Miller J. Kritias 2 // Paulys Realencyclopädie der classischen Altertumswissenschaft. — Stuttgart : J.B. Metzler, 1922. — Bd. XI. — Kol. 1901—1912.